# Yeltsin Tejeda
Yeltsin Ignacio Tejeda Valverde (Siquirres, Limón, 17 de marzo de 1992) es un futbolista costarricense que juega como mediocentro defensivo en el Club Sport Herediano de la Primera División de Costa Rica

## Trayectoria

### Inicios
Nació el 17 de marzo de 1992 en Siquirres. Tiene cuatro hermanos y uno de ellos, Dylan, también practicó el fútbol. Yeltsin vivió en esa zona durante quince años, y se trasladó a Hatillo para continuar con sus estudios en el Colegio Adventista de Costa Rica, donde sus padres le brindaron el apoyo que requería. En su estadía en San José, dependió de vivir apegado con sus principios morales y religiosos. Yeltsin afirmó que la decisión de venir a la capital no fue sencilla, sin embargo, logró concluir sus estudios de manera exitosa a los 16 años, obtuvo el título de bachillerato e inició la experiencia de traslados en buses, combinado con estudios y entrenamientos.
Inició su carrera futbolística en el equipo «Jorge White», una escuela de fútbol que dirigía el exfutbolista Julio Fuller en el polideportivo de JAPDEVA, donde pasó varios años y se destacó por su buen nivel. A los nueve años fue visto por Enrique Díaz, un visor del Deportivo Saprissa y demostró su interés hacia sus padres para que realizara una prueba en las ligas menores, pero no se llevó a cabo. Al entrar a la preadolescencia, Yeltsin entrenaba tres veces a la semana con Fuller y los sábados con una sucursal del Saprissa que coordinaba José Rivers.
Su madre optó por dosificar las prácticas para que también cumpliera con sus deberes estudiantiles. No obstante, el fútbol entre semana quedó suspendido, por lo que se dedicó a entrenar únicamente los sábados, pero con la posibilidad de integrarse a la selección cantonal de Fuller cuando él lo requería. A mediados de 2007, Roy Myers lo contactó para un entrenamiento en el Estadio Ricardo Saprissa, pero nuevamente no coordinaron la fecha.

"Le dije: no darse por vencido. Yeltsin continúo con su usual perseverancia"
— Rocío Valverde (madre de Yeltsin). 22 de septiembre de 2011. Limón.

A final del año, la selección cantonal de Limón tuvo un partido en Tibás, Yeltsin fue observado por un asistente de Manuel Gerardo Ureña, entrenador de la Selección Sub-17, quien le pidió integrarse a los entrenamientos pocos días después. Una vez finalizada la Copa Mundial, se integró a las divisiones inferiores del Saprissa hasta el año 2011.

### Deportivo Saprissa
Tejeda progresó en los equipos juveniles del Deportivo Saprissa y logró llegar al primer equipo a los 19 años. Hizo su debut en la Primera División el 24 de agosto del 2011, en el partido de su club contra Pérez Zeledón, correspondiente al Campeonato de Invierno donde finalizó con marcador de 2-2.

"Esa noche pensé que comenzaba a recoger los frutos de los grandes sacrificios que, por años, habían hecho mis padres para que llegara donde estaba en ese momento. El sueño de mi vida, de jugar en primera división con el Deportivo Saprissa, se estaba cumpliendo"
—Yeltsin Tejeda. 24 de agosto de 2011. San José.

Anotó su primer gol el 11 de septiembre ante San Carlos, en condición de visitante, partido en el que las cifras de 1-4 favorecieron al triunfo. Durante la fase regular de la competición, el centrocampista participó en dieciséis juegos y brindó tres asistencias a sus compañeros. Mientras tanto, el conjunto morado clasificó a la ronda eliminatoria. Las semifinales se llevaron a cabo frente a Alajuelense; el encuentro de ida acabó con derrota de 0-1 y en la vuelta terminó empatado a dos tantos, por lo que el global fue de 3-2, quedando eliminados. El 7 de enero de 2012, se realizó la ceremonia de premiación de UNAFUT, en la que Tejeda recibió el reconocimiento al Jugador Revelación Sub-21.
Se consolidó en la contención y fue tomado en cuenta por el entrenador Alexandre Guimarães para el Campeonato de Verano 2012. Su equipo derrotó 3-1 al Puntarenas en la primera jornada del campeonato. Anotó por partida doble el 8 de abril frente a Belén. En la etapa de clasificación, Yeltsin participó por dieciocho juegos y aportó dos asistencias. En las semifinales enfrentó al Santos de Guápiles, serie en que la ida acabó en victoria 1-0 y la vuelta en derrota con el mismo marcador. Sin embargo, el criterio de desempate por ventaja deportiva pesó para que los santistas avanzaran a la final, debido a su mejor posición en la tabla.
El Saprissa cambió de entrenador a mediados de ese año, y nombró a Daniel Casas de cara al Campeonato de Invierno 2012. En la primera jornada del torneo disputada el 25 de julio, vencieron de manera exitosa al Pérez Zeledón con marcador 3-1. Yeltsin fue baja en las fechas 8, 9, 14, 15, 21 y 22 debido a la convocatoria del director técnico Jorge Luis Pinto para enfrentar la eliminatoria mundialista hacia Brasil 2014. Participó como titular durante dieciséis partidos y anotó en una ocasión sobre Carmelita. Su club llegó de segundo lugar y enfrentó al Herediano en semifinales. No estuvo en la convocatoria para la ida que terminó en empate 1-1, pero sí en la vuelta, donde Saprissa quedó eliminado 0-1 en su propio estadio.
Casas renunció de la dirección técnica del cuadro morado y la dirigencia nombró a Ronald González como nuevo entrenador. En la primera fecha del Campeonato de Verano 2013, desarrollada el 13 de enero, Tejeda completó la totalidad de los minutos en la derrota de su equipo 1-2 contra San Carlos en el Estadio Ricardo Saprissa. A finales del mes, fue dado de baja tras su convocatoria a la selección nacional que afrontó la Copa Centroamericana. Una vez que finalizó el torneo regional, Tejeda volvió a los entrenamientos con el equipo tibaseño y, al final de la fase de clasificación, Yeltsin jugó 17 partidos y en una ocasión quedó en el banquillo. En las semifinales se enfrentaron al Cartaginés, acabando los juegos de ida y vuelta con igualdades de 1-1 y 0-0, respectivamente, quedando eliminados por la ventaja deportiva que obtuvo su rival en la tabla de posiciones.
A mediados del año se realizó el Torneo de Copa 2013, Yeltsin se perdió las primeras tres rondas de ida y vuelta al estar convocado con su selección. Volvió a inicios de agosto en el encuentro de vuelta por las semifinales frente al Cartaginés, convirtiendo un gol a favor de los morados. El resultado acabó 2-2 por lo que se definió en la tanda de penales. Saprissa salió victorioso 7-6 y avanzó a la final. El 4 de agosto se llevó a cabo la final contra Carmelita que culminó en igualdad sin anotaciones. Su equipo se sobrepuso en los penales para proclamarse campeón.
Para el Campeonato de Invierno 2013, Tejeda alcanzó quince apariciones. Esta campaña fue irregular para el futbolista debido a las convocatorias con la Selección y también sufrió una lesión que lo alejó de la fase final del campeonato. El conjunto saprissista fue eliminado en semifinales por Alajuelense.
Yeltsin se recuperó de la lesión y participó en el Campeonato de Verano 2014 a partir de la segunda fecha contra la Universidad de Costa Rica. Disputó un total de dieciséis juegos y su equipo llegó de primer lugar a las semifinales. El encuentro de ida acabó empatado a dos anotaciones contra la Universidad de Costa Rica, mientras que la vuelta finalizó con triunfo de 2-0, logrando así el avance a la última instancia. El partido de ida de la final se disputó contra Alajuelense, el 5 de mayo en el Estadio Alejandro Morera Soto; el empate sin goles prevaleció en esta primera serie. El 10 de mayo se llevó a cabo el encuentro de vuelta, en el Estadio Ricardo Saprissa. Bajo una intensa lluvia, su compañero Hansell Arauz anotó el gol de la victoria, lo que posteriormente significó la histórica «30» del club. Además, este es el primer título de campeón nacional para el mediocampista. El 28 de mayo fue la entrega de los premios de la temporada, donde Yeltsin se hizo con el galardón de mejor jugador.

### Évian Thonon Gaillard F. C.

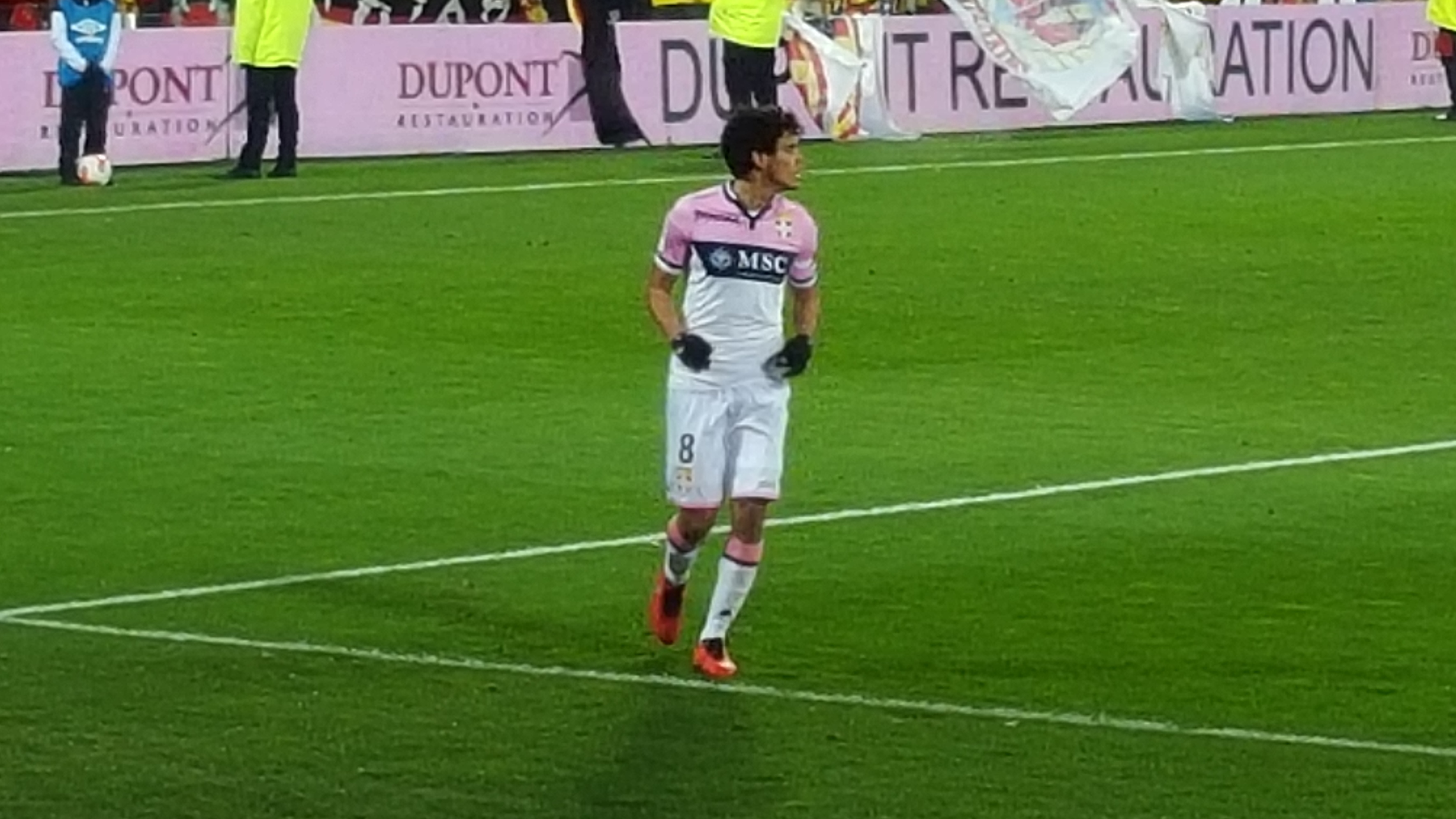
Yeltsin Tejeda jugando para su equipo el 29 de febrero de 2016.

Tras constantes rumores sobre posibles fichajes hacia el jugador, se oficializa, el 22 de agosto de 2014, la presentación de Tejeda con el Évian Thonon Gaillard de la Ligue 1. Su primer partido de liga se dio en la quinta fecha del 14 de septiembre, ingresando como variante por Miloš Ninković al minuto 77' en la derrota por 1-3 frente al Olympique de Marsella en el Parc des Sports d'Annecy. Anotó su primer gol sobre el Girondins de Bordeaux cinco días después, pero insuficiente en el resultado adverso de 2-1. En la temporada fue alineado en 33 oportunidades por el entrenador Pascal Dupraz mientras que en seis veces quedó en el banquillo. En mayo de 2015, el Evian terminó en la posición 18 por lo que descendió de categoría.
Yeltsin se mantuvo en el equipo a pesar del descenso y disputó el primer partido de la temporada el 31 de julio de 2015, donde su club enfrentó al Nîmes Olympique presentándose el empate 0-0. Durante siete jornadas consecutivas no fue convocado y volvió el 17 de diciembre en el duelo ante el Nancy-Lorraine, encuentro que finalizaría con una pérdida 0-1. El 23 de enero convirtió su primer gol en la Ligue 2 sobre el Chamois Niortais. Alcanzó una regularidad de veintiséis fechas pero al final de la campaña su club fue nuevamente relegado a la división inferior. A finales de junio, Tejeda finiquitó su ligamen con los franceses.

### F. C. Lausanne-Sport
El 8 de julio de 2016, se hizo oficial la firma de contrato del centrocampista en el Lausanne-Sport, equipo recién ascendido a la Superliga de Suiza. Su representante mantuvo conversaciones entre los dos clubes hasta alcanzar un acuerdo. Yeltsin fue contratado por tres temporadas junio de 2019.
Se estrenó en su primer partido oficial el 16 de septiembre de 2016, por la segunda ronda de la Copa Suiza frente al Köniz. Tejeda ingresó de cambio por Alexandre Pasche al minuto 53' y utilizó la dorsal «28» en la derrota por 3-1. Debutó en la Superliga el 24 de septiembre actuando 60 minutos en el triunfo 1-3 sobre el Lucern. Acabó su primera temporada con once apariciones.
Empezó su segunda campaña el 12 de agosto de 2017 por la Copa Suiza, donde alcanzó la totalidad de los minutos en el triunfo 1-3 ante el Pajde Möhlin. Convirtió su primera anotación en el cuadro suizo el 22 de octubre, sobre el Gallen en la duodécima fecha de la Superliga. Concluyó la temporada con diecisiete presencias. El 13 de mayo de 2018 se confirmó el descenso de su club a la segunda categoría.
El 24 de agosto de 2018, Yeltsin fue dado de baja debido a una lesión que sufrió en el talón del pie izquierdo. Fue operado tres días después y su tiempo de recuperación abarcaría de seis a ocho semanas aproximadamente. Sin embargo, pasó el resto del año sin ver acción en su equipo.

### C. S. Herediano
El 24 de enero de 2019, Tejeda dejó Suiza y regresó a su país para firmar por un año en el Herediano. Su presentación formal se dio al día siguiente con la dorsal «10». Se estrenó con la camiseta rojiamarilla el 2 de febrero en el compromiso que enfrentó a la Universidad de Costa Rica en el Estadio Rosabal Cordero. El volante entró de cambio al comienzo del segundo tiempo por Berny Burke y el marcador finalizó en derrota por 1-2. Marcó su primer gol en el Torneo de Clausura el 28 de marzo, precisamente contra el cuadro universitario al minuto 19'.
El 21 de diciembre de 2019, su club ganó el Torneo de Apertura en penales sobre Alajuelense. El 8 de agosto de 2020 ganó la Supercopa de Costa Rica.

## Selección nacional

### Categorías inferiores
El 7 de noviembre de 2008, Tejeda recibió la convocatoria del entrenador Carlos Watson de la Selección Sub-17 de Costa Rica, para disputar la eliminatoria centroamericana al premundial de Concacaf. El primer partido se dio el 12 de noviembre contra Nicaragua en el Estadio Cuscatlán de El Salvador. Yeltsin apareció como titular, salió de cambio al minuto 70' por Rosbin Mayorga y su equipo venció cómodamente por 7-0. Dos días después, el jugador volvió a ser estelar en el encuentro frente a Guatemala (1-0). El 16 de noviembre se presentó el triunfo 1-2 sobre El Salvador y su selección clasificó al torneo continental de manera directa. En este juego Tejeda relevó a Irvin Huertas al minuto 19'.
Juan Diego Quesada, entrenador de la categoría costarricense, convocó a Yeltsin para afrontar el Campeonato Sub-17 de la Concacaf de 2009, el cual se realizó en territorio mexicano. El 22 de abril completó la totalidad de los minutos en el primer partido que su selección empató 1-1 contra Guatemala. Dos días después tuvo acción ante Trinidad y Tobago y a pesar de la derrota 1-0 ante México, el cuadro costarricense logró la clasificación al Mundial.
El 13 de octubre de 2009, el centrocampista entró en la convocatoria definitiva de Quesada para jugar el Mundial Sub-17 en Nigeria. El 25 de octubre fue su debut en el certamen máximo de selecciones, donde su país se enfrentó a Nueva Zelanda en el Estadio Nnamdi Azikiwe. Yeltsin alineó como titular en el empate 1-1. Completó la fase de grupos con las pérdidas de 4-1 contra Turquía y Burkina Faso.
El 23 de noviembre de 2010, Tejeda inició el proceso de la Selección Sub-20 siendo titular en el triunfo sobre Nicaragua, por la eliminatoria centroamericana al premundial de Concacaf. Posteriormente su país enfrentó a Panamá, pero el marcador acabó con el revés de 1-0, obligando al cuadro costarricense a disputar una serie de repesca. El 11 de diciembre jugó la ida ante El Salvador y completó la totalidad de los minutos en la derrota por 1-0. Tras el empate 1-1 por la vuelta, su selección quedó fuera de disputar el torneo continental. Sin embargo, el 4 de febrero de 2011, se confirmó que su país clasificó al certamen luego de ganar una apelación por la alineación indebida de un futbolista salvadoreño.
En marzo de 2011 recibió la convocatoria de Ronald González para efectuar el Campeonato Sub-20 de la Concacaf. Su debut se produjo el 30 de marzo en el Estadio Cementos Progreso ante Guadalupe, encuentro donde Yeltsin apareció como estelar en la victoria de 0-3. El 1 de abril se dio el triunfo 3-0 sobre Canadá y así su selección acabó como líder del grupo. El 5 de abril se dio el gane contra Cuba en los cuartos de final y tres días después el cuadro costarricense venció por 2-1 a Guatemala en semifinales, asegurándose el pase a la Copa Mundial. El 10 de abril se conformó con el subcampeonato tras perder la final por 3-1 ante México.
El 18 de julio de 2011, se hizo oficial el llamado de Tejeda para disputar la Copa Mundial celebrada en Colombia. El 31 de julio se estrenó en la competencia máxima con la banda de capitán en la derrota 1-4 contra España en el Estadio Palogrande. Su selección se reivindicó el 3 de agosto al triunfar 2-3 sobre Australia. Sin embargo, tres días después se presentó la pérdida de 3-0 frente a Ecuador. El 9 de agosto concluyó su participación después de perder ante el anfitrión Colombia en los octavos de final.
Tejeda fue tomado en cuenta por Ronald González para disputar la serie de vuelta de repechaje por un cupo al Preolímpico de Concacaf. El 3 de noviembre de 2011, actuó por 45 minutos en el Estadio Morera Soto, en el empate 1-1 contra Panamá. Su selección quedó sin la oportunidad de enfrentar el torneo del área tras la derrota en el resultado global.

#### Participaciones en juveniles
| Evento                             | Sede      | Resultado        | Posición | Partidos | Goles |
| ---------------------------------- | --------- | ---------------- | -------- | -------- | ----- |
| Campeonato Sub-17 de Concacaf 2009 | México    | Clasificado      | 2.ª      | 3        | 0     |
| Copa Mundial Sub-17 de 2009        | Nigeria   | Fase de grupos   | 20/24    | 2        | 0     |
| Campeonato Sub-20 de Concacaf 2011 | Guatemala | Subcampeón       | 2/12     | 5        | 0     |
| Copa Mundial Sub-20 de 2011        | Colombia  | Octavos de final | 15/24    | 3        | 0     |

### Selección absoluta
Su debut con la Selección de Costa Rica se produjo el 11 de diciembre de 2011, en el amistoso celebrado en La Habana contra el combinado de Cuba. Tejeda alineó como titular del entrenador Jorge Luis Pinto, salió de cambio por Diego Estrada al minuto 69' y el resultado se consumió en empate 1-1.
El 11 de septiembre de 2012, el jugador se estrenó en la eliminatoria mundialista de Concacaf frente a México en el Estadio Azteca, actuando por 76 minutos en la derrota de 1-0.
El 7 de enero de 2013, Yeltsin fue tomado en cuenta en la nómina de Pinto para participar en la Copa Centroamericana. Fue suplente en los primeros dos partidos contra Belice (victoria 1-0) y  Nicaragua (triunfo 2-0), y el 22 de enero pudo debutar tras completar la totalidad de los minutos en el empate 1-1 ante Guatemala. El 25 de enero estuvo en el banquillo en la victoria 1-0 sobre El Salvador en semifinales y dos días después, en la final contra Honduras en el Estadio Nacional, se definió el triunfo 1-0 y el título para su selección.
El 19 de junio de 2013, Tejeda entró en la convocatoria de la selección para desarrollar la Copa de Oro de la Concacaf en Estados Unidos. Fue titular el 9 de julio en la victoria 3-0 sobre Cuba, estuvo en la suplencia contra Belice y repitió como estelar ante Estados Unidos. El 21 de julio, su país quedó eliminado en cuartos de final tras la pérdida 1-0 contra Honduras.
El 10 de septiembre de 2013 consiguió la clasificación al Mundial de Brasil a falta de dos fechas para la conclusión de la eliminatoria.

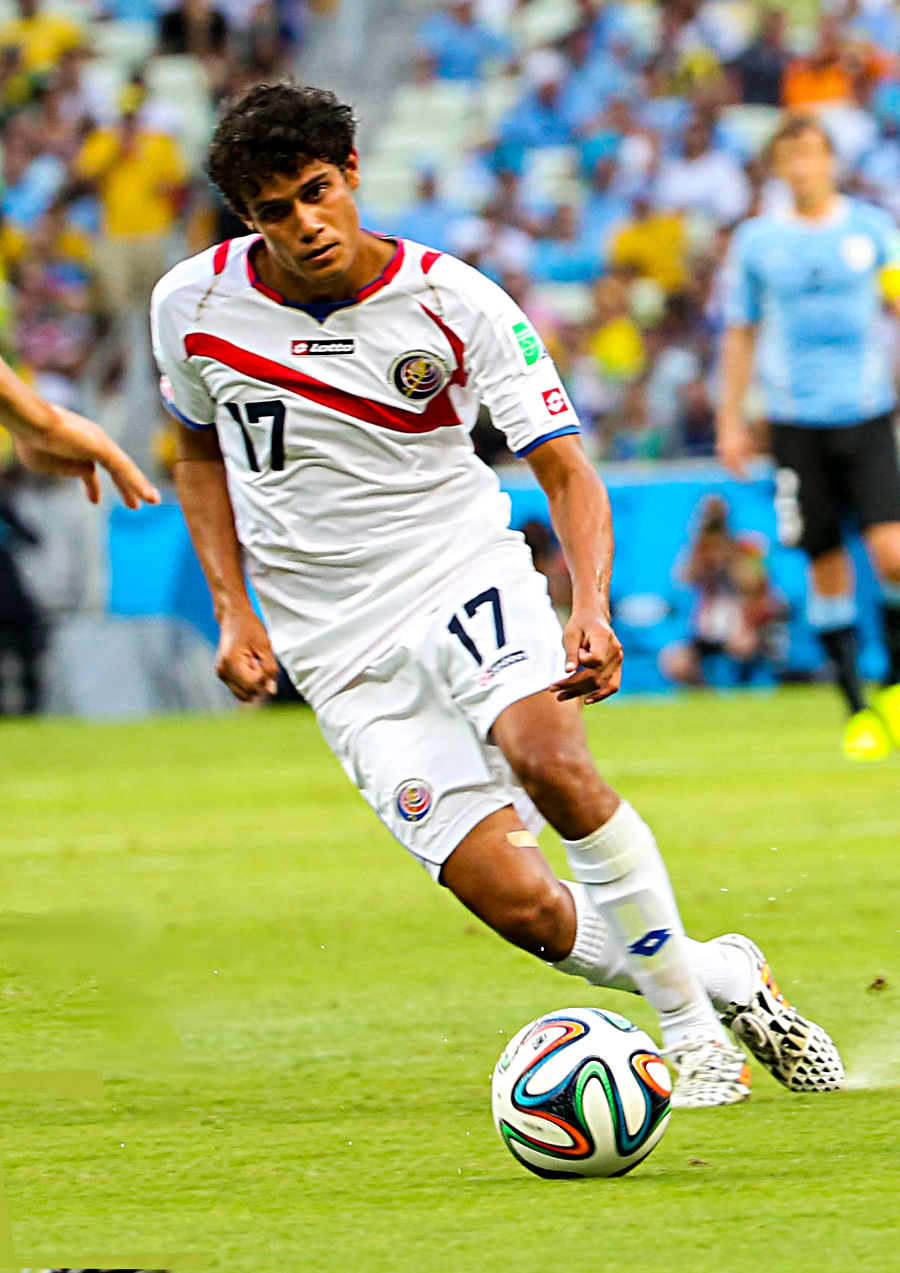
Tejeda conduciendo el balón en el Mundial 2014.

El 12 de mayo de 2014, el entrenador de la selección costarricense, Jorge Luis Pinto, incluyó a Tejeda en la convocatoria preliminar con miras a la Copa Mundial de Brasil. Finalmente, fue confirmado en la nómina definitiva de veintitrés jugadores el 30 de mayo. El 14 de junio fue la primera fecha del certamen máximo, en la que su grupo enfrentó a Uruguay en el Estadio Castelão de Fortaleza. Yeltsin participó 74 minutos y pese a tener el marcador en contra, su nación logró revertir la situación y ganó con cifras de 1-3. El 20 de junio, en la Arena Pernambuco contra Italia, el centrocampista repetiría su posición como titular en la victoria ajustada 0-1. Para el compromiso de cuatro días después ante Inglaterra en el Estadio Mineirão, el resultado se consumió empatado sin goles. El 29 de junio, por los octavos de final contra Grecia, la serie se llevó a los penales para decidir al clasificado y su conjunto triunfó mediante las cifras de 5-3. Su participación concluyó el 5 de julio, como titular por 97 minutos en la pérdida en penales contra Países Bajos, después de haber igualado 0-0 en el tiempo regular.
El 2 de mayo de 2016, el director técnico Óscar Ramírez anunció la lista preliminar de 40 jugadores que podrían ser considerados para jugar la Copa América Centenario donde se incluyó a Yeltsin. El 16 de mayo terminó siendo ratificado en la nómina que viajó a Estados Unidos, país organizador del evento. El 4 de junio se llevó a cabo el primer juego del torneo contra Paraguay en el Estadio Citrus Bowl de Orlando. Tejeda completó 59 minutos de acción en el empate sin goles. Tres días después, fue suplente en la derrota por 4-0 ante Estados Unidos. El 11 de junio participó del último juego del grupo que finalizó en victoria por 2-3 sobre Colombia en el Estadio NRG de Houston. Con los resultados presentados, la escuadra costarricense se ubicó en el tercer puesto con cuatro puntos y por lo tanto eliminada de la competencia.
El jugador fue incluido, el 16 de junio de 2017, en la nómina para la realización de la Copa de Oro de la Concacaf que tuvo lugar en Estados Unidos. El 7 de julio se disputó el primer encuentro del certamen en el Red Bull Arena de Nueva Jersey, lugar donde se efectuó el clásico centroamericano contra Honduras. Yeltsin Tejeda ingresó de cambio al minuto 71' por Rodney Wallace y, por otra parte, el mismo Wallace había dado una asistencia a Marco Ureña al minuto 38' para que concretara el único gol de su nación para la victoria ajustada de 0-1. Cuatro días posteriores se dio el segundo cotejo ante Canadá en el BBVA Compass Stadium, escenario en el cual prevaleció la igualdad a un tanto. El 14 de julio completó la totalidad de los minutos en el último compromiso por el grupo frente a Guayana Francesa en el Estadio Toyota de Frisco, Texas. El conjunto de Costa Rica se impuso 3-0 para asegurar un lugar a la siguiente ronda como líder de la tabla con siete puntos. Su selección abrió la jornada de los cuartos de final el 19 de julio en el Lincoln Financial Field de Filadelfia, Pensilvania, contra Panamá. Un testarazo del rival Aníbal Godoy mediante un centro de David Guzmán, al minuto 76', provocó la anotación en propia puerta de los panameños, lo que favoreció a su combinado en la clasificación a la otra instancia por el marcador de 1-0. La participación de su escuadra concluyó el 22 de julio en el AT&T Stadium, con la única pérdida en semifinales de 0-2 ante Estados Unidos.
El 7 de octubre de 2017, permaneció como suplente en el compromiso donde su selección selló la clasificación al Mundial de Rusia tras el empate 1-1 contra Honduras en el último minuto.
El 14 de mayo de 2018, entró en la lista oficial de veintitrés futbolistas para disputar la Copa Mundial. El 17 de junio fue suplente en el juego inaugural contra Serbia en el Cosmos Arena de Samara (derrota 0-1). El 22 de junio participó en los últimos siete minutos del duelo frente a Brasil, cotejo que finalizó con una nueva pérdida siendo con cifras de 2-0. Su país se quedaría sin posibilidades de avanzar a la siguiente ronda de manera prematura. El 27 de junio, ya en el partido de trámite enfrentando a Suiza en el Estadio de Nizhni Nóvgorod, el marcador reflejó la igualdad a dos anotaciones para despedirse del certamen.
El 5 de junio de 2019, se confirmó que Tejeda entró en la nómina oficial de Gustavo Matosas para disputar la Copa de Oro de la Concacaf. Quedó en la suplencia en los tres partidos de la fase de grupos contra Nicaragua (victoria 4-0), Bermudas (triunfo 2-1) y Haití (derrota 2-1). Su país se quedó en el camino al perder en penales por México en cuartos de final.
Con Ronald González de estratega, el 3 de junio de 2021 jugó la etapa final de la Liga de Naciones, donde su selección empató el duelo de semifinal contra México (0-0) en el Empower Field en Denver, por lo que la serie se llevó a los penales donde su conjunto no pudo avanzar. Tres días después tampoco superó el compromiso por el tercer lugar frente a Honduras (2-2), cayendo por la misma vía de los penales. Yeltsin tuvo participación en los dos juegos y erró su lanzamiento ante los hondureños.
El 26 de agosto de 2021, Tejeda fue llamado por Luis Fernando Suárez para iniciar la eliminatoria de Concacaf hacia la Copa del Mundo.
El 13 de mayo de 2022, fue convocado a la lista de Suárez para la preparación de cara a la Liga de Naciones de la Concacaf. El 2 de mayo, Yeltsin vio desde el banco de suplencia el debut de la selección de Costa Rica siendo derrotada en el marcador 2-0 a favor de los panameños. Tres días después Costa Rica se enfrentaba a Martinica, en donde Yeltsin  tuvo participación en el encuentro jugando todo el partido, con los goles de sus compañeros de Joel Campbell al minuto 78' y Francisco Calvo Quesada al minuto 87', la selección de Costa Rica sentenciaba en el marcador 2-0 en el Estadio Nacional de Costa Rica.
El 14 de junio de 2022, alineó como titular y completó la totalidad de los minutos en el partido donde su combinado selló la clasificación a la Copa Mundial tras vencer 1-0 a Nueva Zelanda, por la repesca intercontinental celebrada en el país anfitrión Catar.

#### Participaciones internacionales
| Evento                          | Sede                                  | Resultado        | Posición | Partidos | Goles |
| ------------------------------- | ------------------------------------- | ---------------- | -------- | -------- | ----- |
| Copa Centroamericana 2013       | Costa Rica                            | Campeón          | 1/7      | 1        | 0     |
| Copa de Oro de la Concacaf 2013 | Estados Unidos                        | Cuartos de final | 5/12     | 3        | 0     |
| Copa Mundial de 2014            | Brasil                                | Cuartos de final | 8/32     | 5        | 0     |
| Copa América Centenario         | Estados Unidos                        | Fase de grupos   | 10/16    | 2        | 0     |
| Copa de Oro de la Concacaf 2017 | Estados Unidos                        | Semifinales      | 4/12     | 5        | 0     |
| Copa Mundial de 2018            | Rusia                                 | Fase de grupos   | 28/32    | 1        | 0     |
| Copa de Oro de la Concacaf 2019 | Estados Unidos · Costa Rica · Jamaica | Cuartos de final | 5/16     | 0        | 0     |
| Liga de Naciones 2019-20        | América del Norte, Central y Caribe   | Cuarto lugar     | 4/12     | 2        | 0     |

#### Participaciones en eliminatorias
| Evento                     | Sede   | Resultado   | Posición | Partidos | Goles |
| -------------------------- | ------ | ----------- | -------- | -------- | ----- |
| Clasificación Mundial 2014 | Brasil | Clasificado | 2.ª      | 7        | 0     |
| Clasificación Mundial 2018 | Rusia  | Clasificado | 2.ª      | 2        | 0     |
| Clasificación Mundial 2022 | Catar  | Clasificado | 4.ª      | 12       | 0     |

## Estadísticas

### Clubes
Actualizado al último partido jugado el 21 de octubre de 2023.
| Club                            | Div.          | Temporada     | Liga  | Liga  | Liga   | Copas nacionales | Copas nacionales | Copas nacionales | Copas internacionales | Copas internacionales | Copas internacionales | Total | Total | Total  |
| Club                            | Div.          | Temporada     | Part. | Goles | Asist. | Part.            | Goles            | Asist.           | Part.                 | Goles                 | Asist.                | Part. | Goles | Asist. |
| ------------------------------- | ------------- | ------------- | ----- | ----- | ------ | ---------------- | ---------------- | ---------------- | --------------------- | --------------------- | --------------------- | ----- | ----- | ------ |
| Deportivo Saprissa · Costa Rica |               |               |       |       |        |                  |                  |                  |                       |                       |                       |       |       |        |
| 1.ª                             | 2011-12       | 38            | 3     | 5     | —      | —                | —                | —                | —                     | —                     | 38                    | 3     | 5     |        |
| 1.ª                             | 2012-13       | 36            | 2     | 1     | —      | —                | —                | —                | —                     | —                     | 36                    | 2     | 1     |        |
| 1.ª                             | 2013-14       | 36            | 0     | 3     | 2      | 1                | 0                | —                | —                     | —                     | 38                    | 1     | 3     |        |
| Total club                      | Total club    | 110           | 5     | 9     | 2      | 1                | 0                | 0                | 0                     | 0                     | 112                   | 6     | 9     |        |
| Évian Thonon Gaillard Francia   |               |               |       |       |        |                  |                  |                  |                       |                       |                       |       |       |        |
| 1.ª                             | 2014-15       | 27            | 1     | 2     | 1      | 0                | 0                | —                | —                     | —                     | 28                    | 1     | 2     |        |
| 2.ª                             | 2015-16       | 26            | 0     | 1     | 1      | 0                | 0                | —                | —                     | —                     | 27                    | 0     | 1     |        |
| Total club                      | Total club    | 53            | 1     | 3     | 2      | 0                | 0                | 0                | 0                     | 0                     | 55                    | 1     | 3     |        |
| Team Vaud U21 · Suiza           |               |               |       |       |        |                  |                  |                  |                       |                       |                       |       |       |        |
| 4.ª                             | 2016-17       | 1             | 0     | 0     | —      | —                | —                | —                | —                     | —                     | 1                     | 0     | 0     |        |
| Total club                      | Total club    | 1             | 0     | 0     | 0      | 0                | 0                | 0                | 0                     | 0                     | 1                     | 0     | 0     |        |
| F. C. Lausana-Sport · Suiza     |               |               |       |       |        |                  |                  |                  |                       |                       |                       |       |       |        |
| 1.ª                             | 2016-17       | 11            | 0     | 1     | 1      | 0                | 0                | —                | —                     | —                     | 12                    | 0     | 1     |        |
| 1.ª                             | 2017-18       | 17            | 1     | 1     | 3      | 0                | 1                | —                | —                     | —                     | 20                    | 1     | 2     |        |
| Total club                      | Total club    | 28            | 1     | 2     | 3      | 0                | 1                | 0                | 0                     | 0                     | 32                    | 1     | 3     |        |
| C. S. Herediano · Costa Rica    |               |               |       |       |        |                  |                  |                  |                       |                       |                       |       |       |        |
| 1.ª                             | 2018-19       | 16            | 2     | 2     | —      | —                | —                | —                | —                     | —                     | 16                    | 2     | 2     |        |
| 1.ª                             | 2019-20       | 31            | 3     | 1     | 0      | 0                | 0                | 2                | 1                     | 0                     | 33                    | 4     | 1     |        |
| 1.ª                             | 2020-21       | 37            | 0     | 0     | 1      | 0                | 0                | 1                | 0                     | 0                     | 39                    | 0     | 0     |        |
| 1.ª                             | 2021-22       | 37            | 2     | 2     | —      | —                | —                | —                | —                     | —                     | 37                    | 2     | 2     |        |
| 1.ª                             | 2022-23       | 26            | 3     | 1     | 5      | 1                | 0                | 3                | 0                     | 0                     | 34                    | 4     | 1     |        |
| 1.ª                             | 2023-24       | 7             | 0     | 1     | 2      | 0                | 0                | 4                | 0                     | 0                     | 13                    | 0     | 1     |        |
| Total club                      | Total club    | 154           | 10    | 7     | 8      | 1                | 0                | 10               | 1                     | 0                     | 172                   | 12    | 7     |        |
| Total carrera                   | Total carrera | Total carrera | 346   | 17    | 21     | 15               | 2                | 1                | 10                    | 1                     | 0                     | 372   | 20    | 22     |
| 1. 2. Fuente:Transfermarkt      |               |               |       |       |        |                  |                  |                  |                       |                       |                       |       |       |        |

### Selección de Costa Rica
Actualizado al último partido jugado el 28 de marzo de 2023.
| Selección                                            | Año | Eliminatorias | Eliminatorias | Eliminatorias | Continental | Continental | Continental | Mundial | Mundial | Mundial | Amistosos | Amistosos | Amistosos | Total | Total | Total  |
| Selección                                            | Año | Part.         | Goles         | Asist.        | Part.       | Goles       | Asist.      | Part.   | Goles   | Asist.  | Part.     | Goles     | Asist.    | Part. | Goles | Asist. |
| ---------------------------------------------------- | --- | ------------- | ------------- | ------------- | ----------- | ----------- | ----------- | ------- | ------- | ------- | --------- | --------- | --------- | ----- | ----- | ------ |
| Absoluta · Costa Rica                                |     |               |               |               |             |             |             |         |         |         |           |           |           |       |       |        |
| 2011                                                 | —   | —             | —             | —             | —           | —           | —           | —       | —       | 2       | 0         | 0         | 2         | 0     | 0     |        |
| 2012                                                 | 3   | 0             | 0             | —             | —           | —           | —           | —       | —       | 3       | 0         | 0         | 6         | 0     | 0     |        |
| 2013                                                 | 4   | 0             | 0             | 4             | 0           | 0           | —           | —       | —       | 2       | 0         | 0         | 10        | 0     | 0     |        |
| 2014                                                 | —   | —             | —             | —             | —           | —           | 5           | 0       | 0       | 7       | 0         | 0         | 12        | 0     | 0     |        |
| 2015                                                 | —   | —             | —             | —             | —           | —           | —           | —       | —       | 4       | 0         | 0         | 4         | 0     | 0     |        |
| 2016                                                 | 1   | 0             | 0             | 2             | 0           | 0           | —           | —       | —       | 2       | 0         | 0         | 5         | 0     | 0     |        |
| 2017                                                 | 1   | 0             | 0             | 5             | 0           | 0           | —           | —       | —       | 1       | 0         | 0         | 7         | 0     | 0     |        |
| 2018                                                 | —   | —             | —             | —             | —           | —           | 1           | 0       | 0       | 5       | 0         | 0         | 6         | 0     | 0     |        |
| 2020                                                 | —   | —             | —             | —             | —           | —           | —           | —       | —       | 3       | 0         | 0         | 3         | 0     | 0     |        |
| 2021                                                 | 5   | 0             | 0             | 2             | 0           | 0           | —           | —       | —       | 3       | 0         | 0         | 10        | 0     | 0     |        |
| 2022                                                 | 7   | 0             | 0             | 1             | 0           | 0           | 3           | 1       | 1       | —       | —         | —         | 11        | 1     | 1     |        |
| 2023                                                 | —   | —             | —             | 3             | 0           | 0           | —           | —       | —       | —       | —         | —         | 3         | 0     | 0     |        |
| Total                                                | 21  | 0             | 0             | 17            | 0           | 0           | 9           | 1       | 1       | 32      | 0         | 0         | 79        | 1     | 1     |        |
| 1. 2. Fuente:Transfermarkt / National Football Teams |     |               |               |               |             |             |             |         |         |         |           |           |           |       |       |        |

#### Goles internacionales
| N. | Fecha                  | Sede                 | Rival    | Gol | Resultado | Competición       |
| -- | ---------------------- | -------------------- | -------- | --- | --------- | ----------------- |
| 1. | 1 de diciembre de 2022 | Estadio Al Bayt, Jor | Alemania | 1–1 | 2–4       | Copa Mundial 2022 |

## Palmarés

### Títulos nacionales
| Título                         | Club               | País       | Año  |
| ------------------------------ | ------------------ | ---------- | ---- |
| Torneo de Copa de Costa Rica   | Deportivo Saprissa | Costa Rica | 2013 |
| Primera División de Costa Rica | Deportivo Saprissa | Costa Rica | 2014 |
| Primera División de Costa Rica | C. S. Herediano    | Costa Rica | 2019 |
| Supercopa de Costa Rica        | C. S. Herediano    | Costa Rica | 2020 |
| Primera División de Costa Rica | C. S. Herediano    | Costa Rica | 2021 |
| Supercopa de Costa Rica        | C. S. Herediano    | Costa Rica | 2022 |
| Supercopa de Costa Rica        | C. S. Herediano    | Costa Rica | 2024 |
| Primera División de Costa Rica | C. S. Herediano    | Costa Rica | 2024 |
| Primera División de Costa Rica | C. S. Herediano    | Costa Rica | 2025 |

### Títulos internacionales
| Título               | Equipo                  | Sede       | Año  |
| -------------------- | ----------------------- | ---------- | ---- |
| Copa Centroamericana | Selección de Costa Rica | Costa Rica | 2013 |

### Distinciones individuales
| Distinción                                                                  | Año  |
| --------------------------------------------------------------------------- | ---- |
| Jugador revelación Sub-21 del Campeonato de Invierno 2011                   | 2012 |
| Mejor jugador de la temporada 2013-14 de UNAFUT                             | 2014 |
| Mejor jugador de la Primera División de Costa Rica del Torneo Apertura 2021 | 2022 |